# Vincents Schlafzimmer in Arles
Das Schlafzimmer in Arles oder Vincents Schlafzimmer ist der Titel von drei Ölgemälden und zwei Zeichnungen in Briefen, die der niederländische Maler Vincent van Gogh zwischen 1888 und 1889 im sogenannten Gelben Haus in Arles schuf.

## Bildbeschreibung
Das Zimmer ist sehr einfach eingerichtet, ein Bett, zwei Stühle und ein Tisch. Alles wirkt sehr rustikal und fast kahl. Es befindet sich keine Person im Zimmer. Die Bilder zeigen, wie der Maler lebte und welche Freundschaften er pflegte. An den Wänden hängen drei Porträts (darunter ein Selbstporträt) und ein Spiegel.
Die Farben sind, typisch für Gogh, sehr dick und grob aufgetragen, mit dicken schwarzen Trennlinien dazwischen. Obwohl der Maler meinte, es solle ein Bild sein, auf dem das Auge Ruhe findet, springt der Blick immer wieder zwischen den starken Kontrasten hin und her. Der Duktus folgt der Form der Gegenstände, dadurch kommen verschiedene Richtungen ins Bild. Das Parkett flieht nach hinten, die Bettkante schwingt auf und ab. Die Profilleisten der Tür fügen sich nicht in die Linien des Fluchtpunktes ein und das Bett ragt in den Türrahmen hinein, was allerdings nicht auf Nachlässigkeit des Malers beruht. Auch die Deutung als Anzeichen für Van Goghs beginnenden Irrsinn kann hier ausgeschlossen werden: Katasterpläne der Stadt Arles zeigen, dass das im Zweiten Weltkrieg beschädigte und später abgerissene Gelbe Haus und auch das Schlafzimmer Vincents einen nicht rechtwinkligen Grundriss hatten.
Über dem Bett hängen die Porträts von Eugène Boch und Paul-Eugène Milliet.
Das Bild sollte der Gegensatz zu Van Goghs „Das Nachtcafé“ sein, welches einen scharfen Kontrast zwischen Rot und Grün hat. Hier benutzte der Maler die Komplementärfarben ockergelb und violett, die beruhigender sind als die Signalfarben.
Die verschiedenen Gemälde befinden sich im Amsterdamer Van Gogh Museum, im Pariser Musée d’Orsay und im Art Institute of Chicago, eine der Skizzen in der Pierpont Morgan Library.

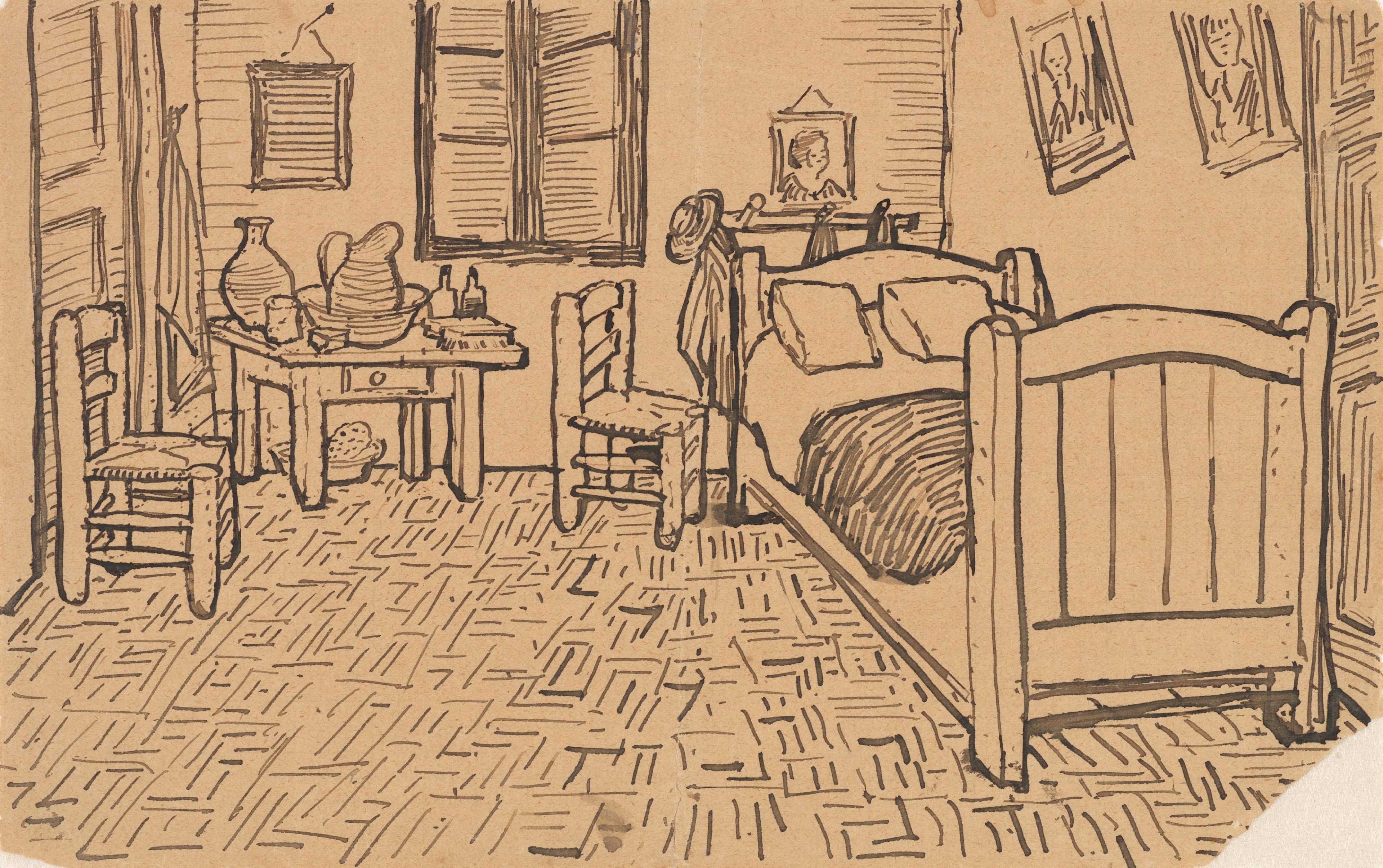
Vincents Schlafzimmer in Arles Zeichnung Oktober 1888
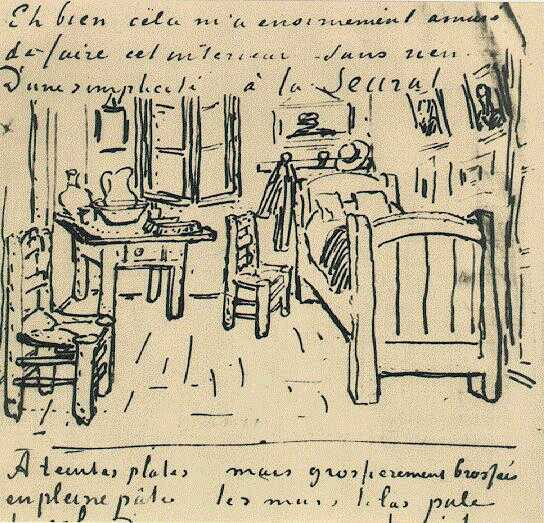
Vincents Schlafzimmer Brief vom 17. Oktober 1888
Vincents Schlafzimmer in Arles 1889 Musée d’Orsay, Paris
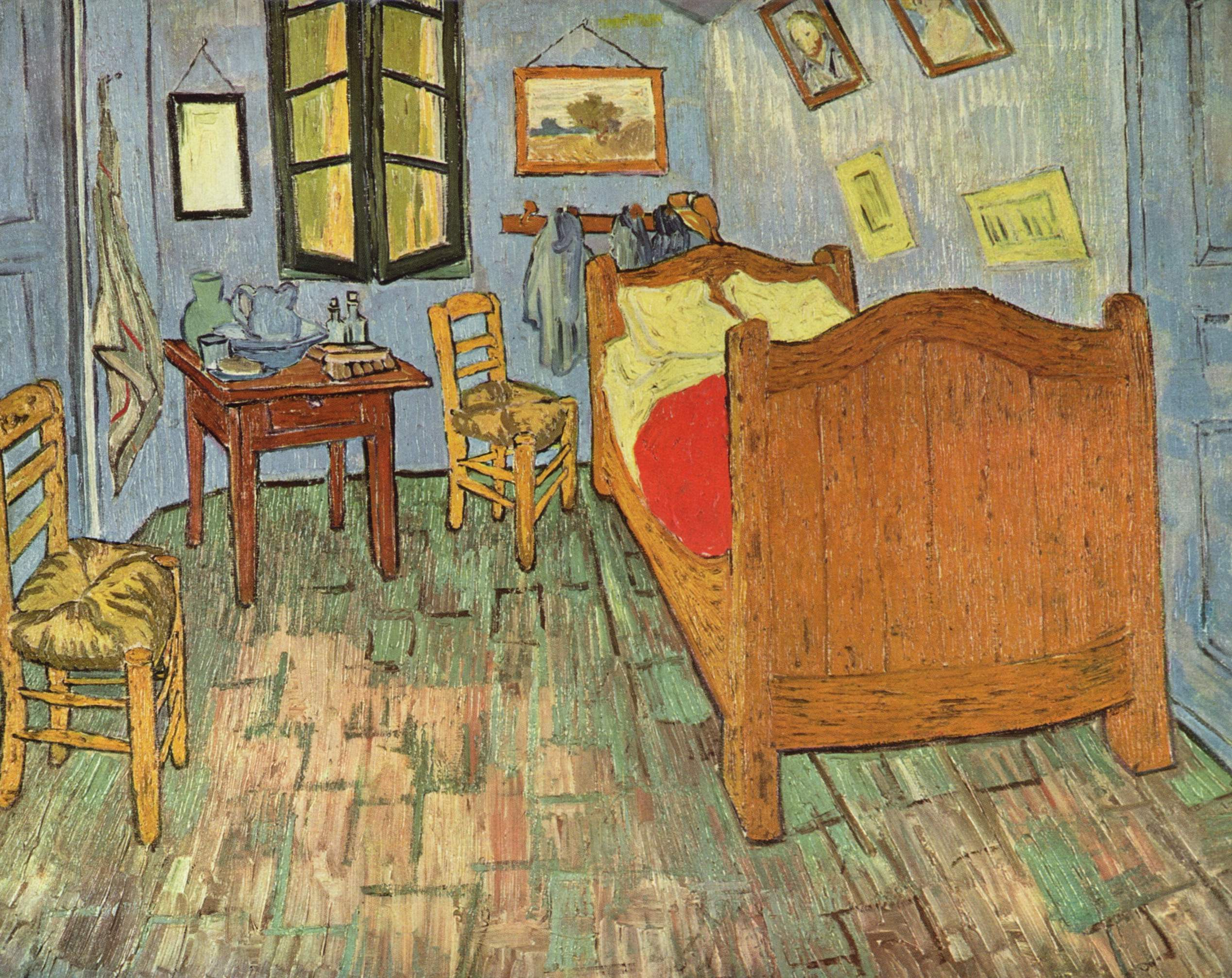
Van Goghs Schlafzimmer 1889 Art Institute of Chicago

## Farbveränderungen
In zahlreichen Briefen hat van Gogh bei den verschiedenen Gemälden immer von der verwendeten Farbe Violett (Lila) geschrieben. Die drei Gemälde geben bei heutiger Betrachtung aber blaue bis hellblaue Wände wieder. Im Frühjahr 2016 gab ein Team vom Art Institute of Chicago nach jahrelangen Untersuchungen den vermutlichen Grund für die unterschiedlichen Farbbeschreibungen bekannt: durch Lichteinwirkung seien die Farben verblasst und insbesondere das Violett zu einem Blau reagiert. Eine Labormitarbeiterin hatte blaue Farbpartikel aus dem Chicagoer Bild untersucht und entdeckte nach dem Umdrehen, dass deren Rückseiten noch violett waren. Untersuchungen an den beiden anderen Versionen des Gemäldes bestätigten dieses Ergebnis.
Neben chemischen Prozessen innerhalb und zwischen den Farbmischungen und der natürlichen UV-Strahlung des Sonnenlichts wird die Museumsbeleuchtung als weiterer Hauptverursacher dieses Effekts angenommen. Einige Forscher warnen bereits vor bestimmten LED-Lichtern. Schon zu Beginn des Jahres 2013 wurde bekannt, dass sich das Lieblingsgelb van Goghs je nach Farbmischung durch Lichteinstrahlung auf verschiedenen Bildern (u. a. Ufer der Seine [1887, Van Gogh Museum]) in Braun- und Grüntöne verändert hatte.

## Trivia
Das Bild in der Version wie es im Musée d’Orsay hängt, spielt eine wichtige Rolle im Film Nobody und wird dort dem Privatbesitz eines russischen Oligarchen zugeschrieben. Im Verlauf des Films wird das Bild vom Hauptdarsteller entwendet und auf der Flucht als Diebesgut mitgenommen.